# Le Moulin d'Olivet

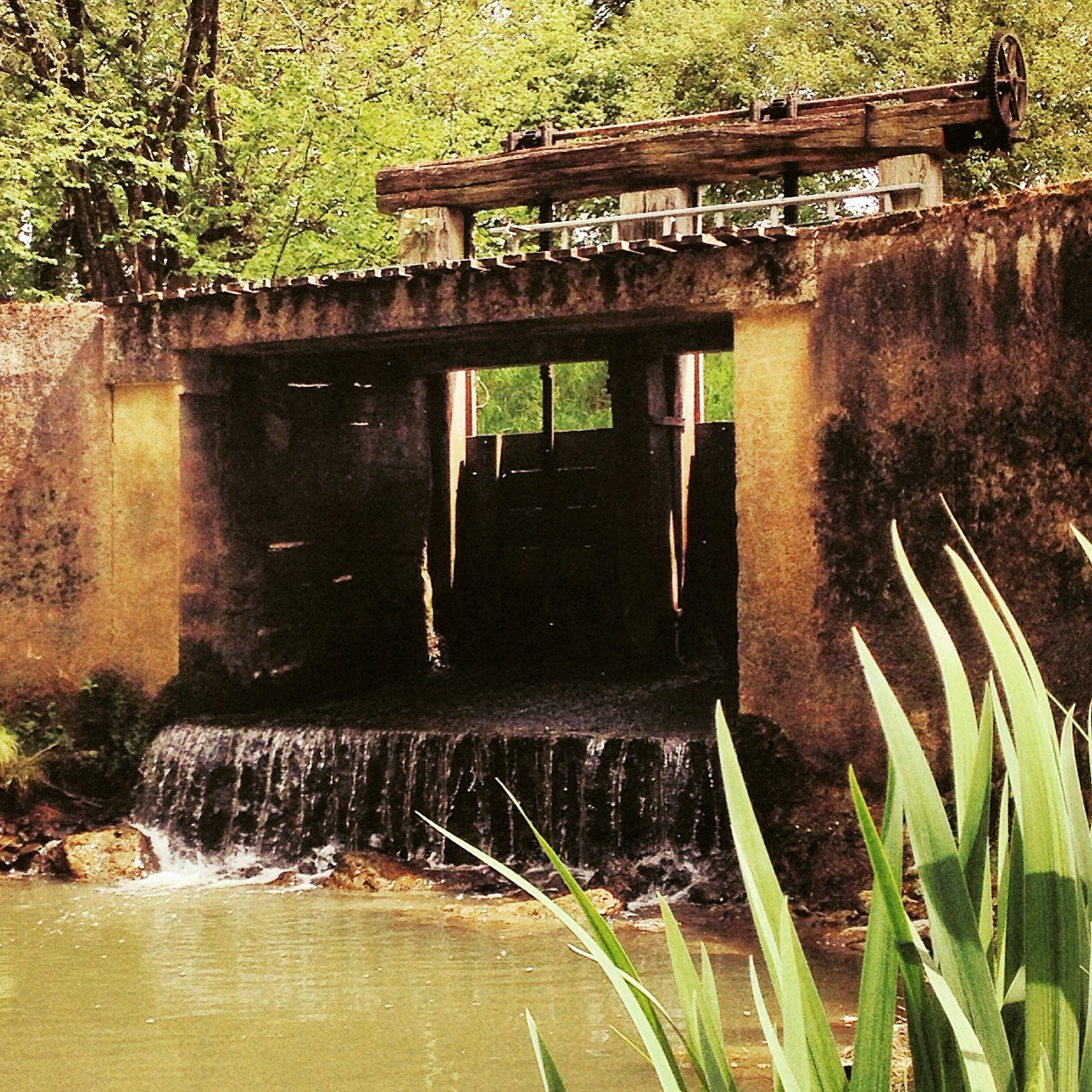

Le Moulin d'Olivet is een 18e-eeuwse watermolen gelegen op het laagste punt (150 m) van de gemeente Orbigny in het Franse departement Indre-et-Loire, in de regio Centre-Val de Loire.

## Geschiedenis
Het gebruik van de drijvende kracht van het water is zeer oud. In Frankrijk, tijdens de Middeleeuwen (Ve eeuw – XVe eeuw), wendden de heersers van die tijd, dikwijls monniken, in de abdijen meerdere waterkrachtcentrales aan.
Gedurende 1000 jaar blijft het primitieve mechanisme dat ten grondslag ligt aan de Middeleeuwse molen hetzelfde: een waterrad gekoppeld aan een wiel stuurt de roterende beweging van de verticale as die het maal systeem aandrijft. Dit is de eerste machine uitgevonden door de mens, en de watermolen voor het maken van tarwebloem is het oudste type.
Het molenaarsvak - ambacht van het vermalen van graan tot meel - is een van de oudste agrarische activiteiten van de mensheid. In het Latijn mola, betekent een molen oorspronkelijk het samenspel van twee wielen voor het fijnmaken van granen. Men kan een ware hoogconjunctuur in de plattelandseconomie constateren van de XIIe tot de XIXe eeuw, waarvan de molen de drijvende kracht is geweest. De gehele economie berustte op de inkomsten verkregen door toepassing van het water van de rivieren.

#### 1763
De oudst bekende vermelding van Le Moulin d'Olivet in de Franse archieven dateert van 24 december 1763 (acte Thenon-Tours).

#### 1828
Een eerste registratie in het gemeentelijk kadaster stamt uit 1828 (Cadastre Napoléonien) met de beschrijving:
"Moulin d’Olivet, une usine destinée à moudre le blé, sur le ruisseau d’Olivet, dans la commune d’Orbigny."
De molen werd aangedreven door de waterkracht van het riviertje l'Olivet, een aftakking van de rivier l'Indrois.

#### 1967
Le Moulin d'Olivet was tot 1967 als graanmolen in gebruik.
Binnen in het historische Molenaarsgebouw zijn het hydraulische mechanisme en het maalwerk behouden gebleven.

## Cultureel Erfgoed
Het watermolengebouw maakt deel uit van een eeuwenoud boerderijcomplex, karakteristiek voor de Touraine-streek. Deze traditionele boerderijen bestonden uit een hoofdgebouw (fr: longère) met enkele landbouwpanden zoals schuren en stallen (fr: bâtiments agricoles) in U-vorm rondom een binnenplaats gebouwd. Vanwege zijn historische architectuur is Le Moulin d'Olivet opgenomen in een boek over de Touraine en zijn tradities.
Overige aanwezige historische elementen:
- Hoofdgebouw met een hoge kapconstructie waar een wagen met graan de boerderij in kon rijden. De verdieping werd gebruikt voor opslag.
- Ambachtelijk metsel- en pleisterwerk
- Traditionele vensters (verhouding hoger dan breed) en lateien
- Plafonds met houten balken
- Kleine stalramen en stenen troggen
- Brood-oven in halfbolvormige vorm
- Duiding historische waterstanden

Beeldmateriaal

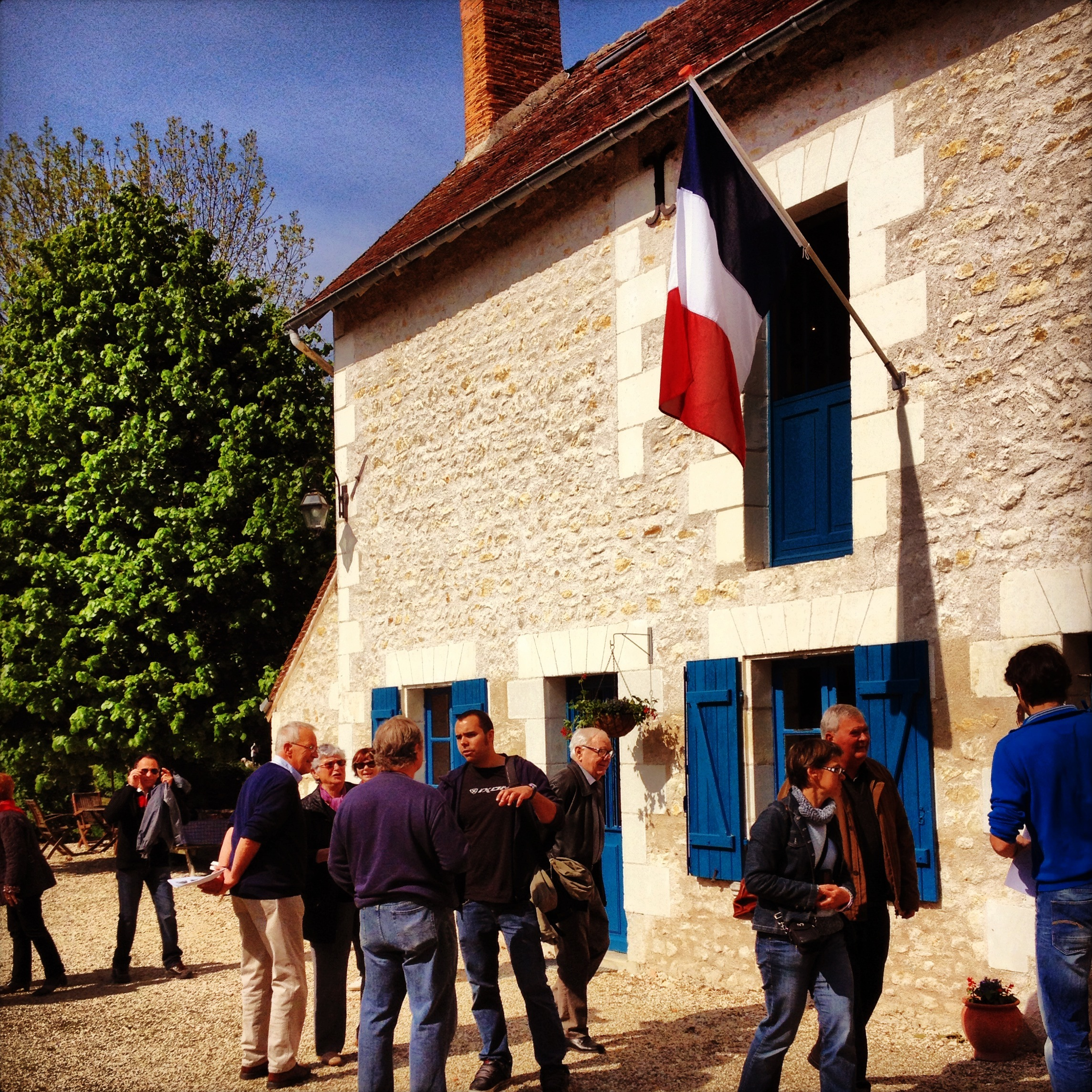
Het Molengebouw
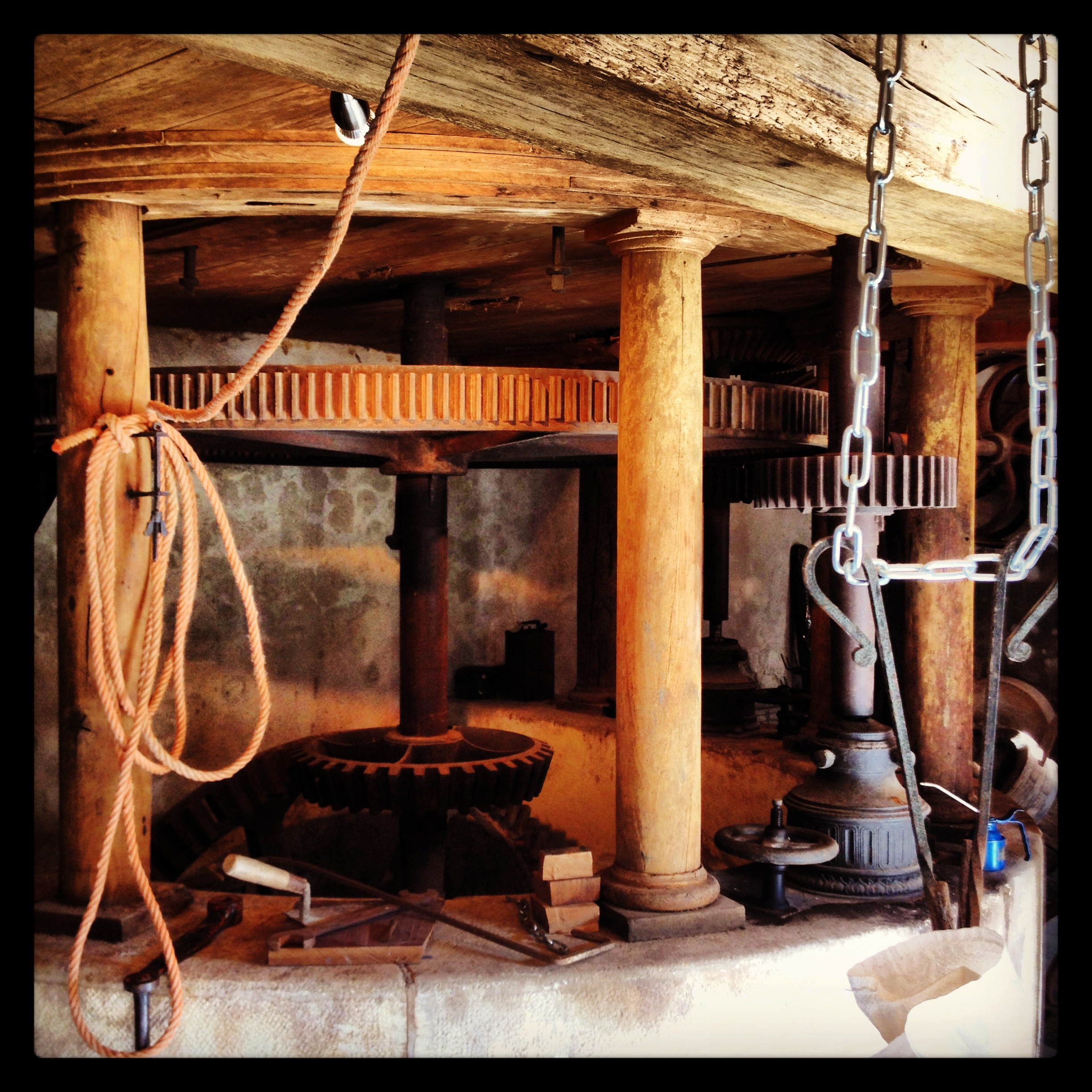
Hydraulisch Mechanisme
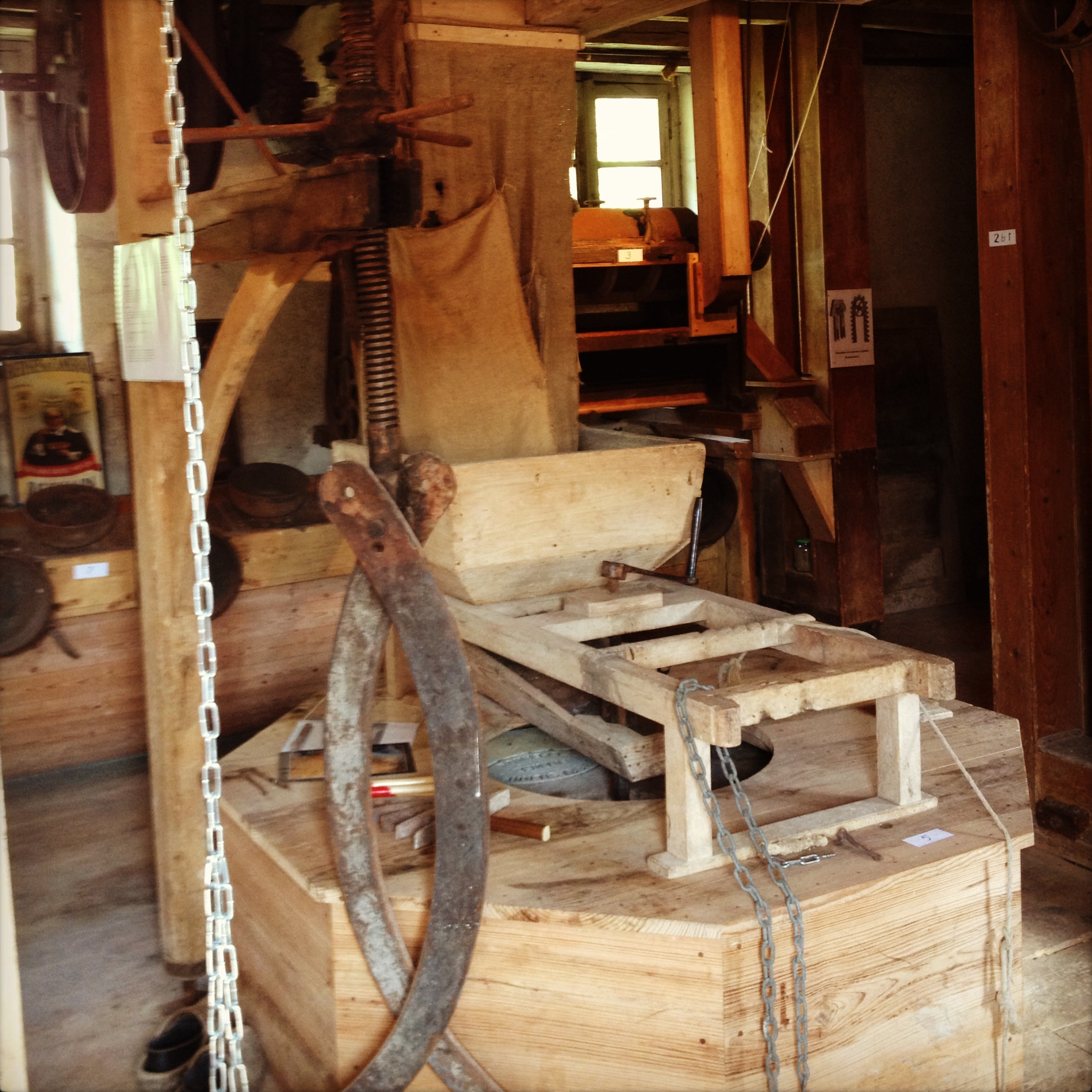
De Maalstenen